# Edgeworth, Gloucestershire
Edgeworth är en ort och civil parish i Storbritannien.   Den ligger i grevskapet Gloucestershire och riksdelen England, i den södra delen av landet, 140 km väster om huvudstaden London. Edgeworth ligger 195 meter över havet och antalet invånare är 165.
Terrängen runt Edgeworth är huvudsakligen platt, men västerut är den kuperad. Terrängen runt Edgeworth sluttar söderut. Runt Edgeworth är det ganska tätbefolkat, med 78 invånare per kvadratkilometer. Närmaste större samhälle är Gloucester, 17,0 km nordväst om Edgeworth. Trakten runt Edgeworth består till största delen av jordbruksmark.